# Nocturner (Chopin)

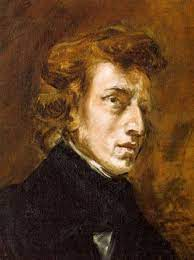
Chopin

Frédéric Chopins nocturner är korta kompositioner för piano, och bland dessa ingår flera av hans mest populära stycken. Den irländske tonsättaren John Field anses vara den kompositör som populariserade genren, men hans verk lyckades aldrig få samma genomslag som Chopins.
Chopins kompositioner påminner starkt om Fields verk, exempelvis är Chopins Op. 9 No.2 i Ess-dur slående lik Fields Nocturne No.2 i samma tonart. Styckena är ofta uppbyggda genom brutna ackord som spelas tillsammans med en vacker och ofta långsam melodi. Flera av Chopins nocturner har framförts i dagens populärkultur, bland annat i filmer så som i den trefaldigt Oscarsbelönade filmen The Pianist.

## Verk
Chopin skrev under sin livstid 21 verk av detta slag , även om de två senaste utgavs efter hans död. 

### Nocturner
| Opus | Titel                | År      | Tillägnad        | Övrigt |
| ---- | -------------------- | ------- | ---------------- | ------ |
| 9    | Tre nocturner        | 1830–31 | Camille Pleyel   |        |
| 15   | Tre nocturner        | 1830–33 | Ferdinand Hiller |        |
| 27   | Två nocturner        |         |                  |        |
| 32   | Två nocturner        | 1836–37 |                  |        |
| 37   | Två nocturner        |         |                  |        |
| 48   | Två nocturner        |         |                  |        |
| 55   | Två nocturner        |         | J.W. Sterling    |        |
| 62   | Två nocturner        |         |                  |        |
| 72   | Nocturne             | 1827    |                  |        |
| 20   | Nocturne i ciss-moll | 1830    |                  | postum |
| –    | Nocturne i c-moll    | 1837    |                  | postum |